# Tancoigné
Tancoigné is een plaats en voormalige gemeente in het Franse departement Maine-et-Loire in de regio Pays de la Loire en telt 285 inwoners (2005). De plaats maakt deel uit van het arrondissement Saumur.

## Geschiedenis
De plaats maakt sinds 22 maart 2015 deel uit van het op die dag gevormde kanton Cholet-2 toen het kanton Vihiers, waar de gemeente daarvoor onder viel, werd opgeheven. Op 1 januari 2016 werd de gemeente opgeheven en opgenomen in de op die dag gevormde commune nouvelle Lys-Haut-Layon.

## Geografie
De oppervlakte van Tancoigné bedraagt 4,25 vierkante kilometer; Op 1 januari 2018 was de bevolkingsdichtheid 73,9 inwoners per km².
De onderstaande kaart toont de ligging van Tancoigné met de belangrijkste infrastructuur en aangrenzende gemeenten.

## Demografie
Onderstaande figuur toont het verloop van het inwonertal.